# Saravaibe
Saravaibe é um neologismo criado pelo compositor brasileiro Edu Krieger a partir da junção de duas palavras, uma de língua portuguesa, “saravá”, e outra inglesa, “vibe”.
O termo “saravá" é utilizado nos rituais de origem africana, destacadamente o candomblé e a umbanda, como um mantra para atingir certos estados mentais ligados à espiritualidade (sendo desaconselhado o seu uso em situações não específicas).Começou a ser popularizado no Brasil nos anos 1960 pelo compositor Vinícius de Moraes em seus shows e gravações (até então era considerado um termo chulo).Seu significado remete a uma saudação no início e/ou fim de diálogo, e o dicionário Aurélio aponta que “saravá” é uma corruptela do português “salvar”. Os adeptos da umbanda e candomblé, contudo, aludem à origem mística do termo (derivado do banto “Yaôava”), sendo que as suas sílabas, em separado, possuem significados distintos (“sa" – força, Senhor; “ra” – reinar, movimento; e “va” – natureza, energia).
“Vibe”, por sua vez, traduzido do inglês, significa basicamente “vibração”,sendo utilizada recentemente na gíria da língua portuguesa no Brasil para referir a estados de empatia e/ou sintonia entre pessoas e grupos. É também usado entre os jovens como sinônimo de “festa” ou “local agitado”. Outros sinônimos possíveis: “paz”, “harmonia”, “energias positivas”, “alto astral” etc.[carece de fontes?]
Além da aproximação sonora existente entre “saravá” e “vibe”, a expressão “saravaibe” (aportuguesando o “vibe” para “vaibe”) busca revelar ainda o sentido de “vibração sonora” que está presente em ambos os termos. “Saravaibe” também é a canção-tema de uma pesquisa desenvolvida há quatro anos por Edu Krieger,cujo objetivo é aproximar a linguagem do funk carioca a outras expressões musicais advindas da cultura africana no Brasil e no mundo e ligá-las ao universo das harmonias, cadências e melodias da chamada MPB. A pesquisa foi citada por Caetano Veloso no texto de lançamento do disco Recanto, de canções do compositor interpretadas por Gal Costa, em 2011.